# Max Luksic
Maximiliano Luksic Lederer, más conocido como Max Luksic (Chile, 14 de septiembre de 1987), es un exejecutivo de empresas chileno y alcalde de la comuna de Huechuraba desde 2024. Ejerció como director ejecutivo de Canal 13 por cinco años y es el tercer hijo del empresario chileno Andrónico Luksic Craig.

## Carrera
Luksic estudió en Babson College y luego obtuvo un máster en Administración de Empresas en Les Roches International School of Hotel Management, Suiza.
Tras ello trabajó en la cadena de hoteles del Grupo Shangri-La en Hong Kongy luego asumió como director corporativo de comidas y brebajes de Adriatic Luxury Hotel en Croacia, cadena hotelera controlada por su familia.
En 2016 ingresó a Canal 13, donde ocupó diversos cargos en las áreas de marketing, medios digitales y comercial, hasta que en junio de 2019 fue nombrado director ejecutivo, en reemplazo de Javier Urrutia.
Al momento de asumir, la estación atravesaba un momento financiero muy complejo, que la tenía al borde la quiebra.La pérdida de sintonía y la disminución en los ingresos publicitarios estaban generando pérdidas anuales por cerca de $15 mil millones en promedio durante los últimos años.
Sus primeros meses de gestión coincidieron con el denominado estallido social, y con las duras críticas que diversos sectores realizaron a los canales de televisión abierta por su cobertura de las manifestaciones sociales de octubre y noviembre de 2019.
En 2020 inició un plan de reestructuración y eficiencia dentro de Canal 13. En 2023 la estación reportó un Ebitda positivo por cuarto año consecutivo, aunque esos resultados no se tradujeron en utilidades debido al alto endeudamiento generado entre 2014 y 2019.
Durante la administración de Luksic, Canal 13 se convirtió en la primera estación en crear una OTT, 13GO, que actualmente tiene 900 mil suscriptores; creó el canal de noticias T13 en Vivo, y se asoció con Zapping, un operador de cable a través de Internet.
En mayo de 2024, Luksic anunció, a través de un video su renuncia a Canal 13 para “emprender nuevos desafíos profesionales fuera del ámbito privado”.
El 1 de julio de 2024, a través de un video que publicó en sus redes sociales, anunció su candidatura a la alcaldía de la comuna de Huechuraba. En octubre de ese año logró ser electo con cerca del 39% de los votos.

## Vida personal
Desde 2017 Luksic es pareja de la actriz y locutora radial Loreto Aravena, conocida por su papel de Claudia Herrera en la serie Los 80, de Canal 13.

## Historial electoral

### Elecciones municipales de 2024
- Elecciones municipales de 2024 para la alcaldía de Huechuraba.[13]

| Candidato                  | Pacto                                     | Partido | Votos  | %     | Resultado |
| -------------------------- | ----------------------------------------- | ------- | ------ | ----- | --------- |
| Maximiliano Luksic Lederer | Chile Vamos                               | Ind     | 23 971 | 38,43 | Alcalde   |
| Carolina Paola Rojas       | Contigo Chile Mejor                       | PPD     | 21 112 | 33,85 |           |
| José Rossi Giacosa         | Fuera de pacto                            | Ind     | 10 500 | 16,84 |           |
| Daniel Bustos Aguayo       | Centro Democrático                        | Ind     | 2 612  | 4,19  |           |
| Sergio Bravo Campos        | Fuera de pacto                            | Ind     | 2 597  | 4,16  |           |
| Johny Pérez Vidal          | Ecologistas, Animalistas e Independientes | AVP     | 1 576  | 2,53  |           |